# 戸田重貞
戸田 重貞（とだ しげさだ）は、戦国時代の武将。三河国渥美郡仁連木城主戸田氏の15代当主。

## 生涯
戦国時代に渥美半島で勢力を持った戸田氏の嫡家に生まれ、父宣光の隠退に従って二連木城主を相続する。当初は駿河国の戦国大名今川氏に従い、石ヶ瀬川の戦いでは今川方の将として水野信元と戦った。
当時三河国人の今川氏への人質は吉田城に置かれており、重貞の母もまた同城にあった。永禄7年（1564年）重貞は吉田城主の大原資良と敢えて親交を結び、しばしば吉田城を訪ねてその油断を誘った。果たして城兵らも重貞の来城を怪しまなくなった5月12日、普段より持ち入れていた具足笈に母を入れて無事に脱出させ、かねてより通じていた徳川家康の麾下に参じ、続く吉田城攻撃に加わった。これらの功により旧領1,000貫の安堵を受けた上、新たに2,000貫を加えられた。また戸田氏の徳川氏従属により、東三河の国人衆はこぞって家康に降るようになったという。
同年11月2日、再度の吉田城攻撃に加わったが、この戦いで戦死。重貞には懐妊中の妻がおり、隠居の父宣光もその子への家督を希望したようだが、家康の命により弟の忠重が戸田氏の家督を継承した。